# Henri-Charles de La Roche Saint-André
Pour les autres membres de la famille, voir famille de La Roche-Saint-André.
Henri-Charles, comte de La Roche Saint-André (Montaigu, 11 mars 1765 – Château de Chambrette (Les Landes-Genusson), 20 juin 1836), est un militaire et homme politique français des XVIIIe et XIXe siècles.
Il ne doit pas, comme l'on fait plusieurs auteurs, être confondu avec son demi-frère puiné Charles-Henri de La Roche Saint-André (1774-1849), qui rejoignit lui aussi l'armée des Princes et appartenait au régiment d'Hector. Charles-Henri faisait partie de l'état-major de Charette.

## Biographie
Arrière petit-fils de Gilles de La Roche-Saint-André, gendre d'Auguste du Chaffault, fils du célèbre amiral Louis Charles du Chaffault de Besné, Henri-Charles de La Roche Saint-André entra dans la marine à douze ans, devint garde-marine, enseigne, lieutenant de vaisseau, et fit en cette qualité la guerre d'indépendance des États-Unis de 1781 à 1784. 
Il émigra à la Révolution française, prit du service à l'armée des princes et fut versé comme lieutenant au régiment d'Hector, escadron de la marine. Blessé à Quiberon, il parvint cependant à regagner à la nage l'escadre anglaise alors qu'un de ses frères y mourut.
À peine convalescent, il quitta l'Angleterre et revint en France avec l'expédition du marquis de Sérent, qui débarqua dans la baie de Cancale à la mi-mars 1796. Il poursuivit le combat pour la liberté d'exercer son culte et pour le rétablissement du Roi dans le Maine sous les ordres du comte de Rochecotte. Plus tard, en octobre 1799, il fut lieutenant du général vendéen Pierre Constant de Suzannet, commandant en chef de l’armée catholique et royale du Bas-Poitou et du Pays de Retz, lors de la vaine tentative de s'emparer de la ville de Montaigu. Il fut blessé à cette occasion. Il participa ensuite aux pourparlers avec Hédouville en vue de la pacification, puis à sa mise en œuvre en 1800 et 1801.
Aussi, à la Restauration, « se hata-t-il » de demander un commandement actif. Mais il ne reçut que sa mise à la retraite avec le grade de capitaine de vaisseau (31 décembre 1814). Pendant les Cent Jours, Louis XVIII, qui prévoyait que son retour ne se ferait qu'avec le soutien des populations de l'Ouest, ordonna au duc de Bourbon de s'appuyer sur Henry-Charles.
Élu le 13 novembre 1822 député du 1er arrondissement électoral de la Vendée (Bourbon-Vendée) par 173 voix (244 votants, 308 inscrits) et réélu le 25 février 1824 par 186 voix (248 votants, 312 inscrits), fidèle à ses engagements lors des guerres de Vendée et au mandat reçu de ses électeurs, il soutint et défendit les prérogatives de la royauté de droit divin. En 1825, il fit partie de la commission chargée d'attribuer sur la cassette du roi des aides aux paysans les plus méritants et les plus nécessiteux qui avaient participé aux guerres de Vendée. À la révolution de Juillet 1830, il cessa ses fonctions de député et se retira dans ses terres de Chambrette.

## Armoiries
De gueules à trois roquets d'or.